# Grand-Place v Bruselu
Náměstí Grand-Place v Bruselu (též Grand Place či Grand'Place, nizozemsky Grote Markt, či Nedermerckt, v bruselském dialektu Gruute Met) je veřejné prostranství v historickém jádru hlavního belgického města.
Rozměry náměstí jsou 68 × 110 metrů. Dominantním prvkem náměstí je gotická radnice z 15. století s 96 m vysokou věží, na které je umístěna socha svatého Michaela, patrona Bruselu. Další významnou budovou je Maison du Roi/Broodhuis.

## Historie
13. srpna roku 1695 během devítileté války byla většina zdejších domů, postavených ze dřeva, zničena střelbou z děl francouzského vojska pod vedením maršála vévody de Villeroy. Nepoškozena zůstala pouze věž radnice a několik kamenných zdí. V následujících letech byly cechovní domy na náměstí vybudovány znovu, tentokrát již z kamene. Přestože průčelí každého domu je jiné, tvoří spolu harmonický architektonicky celek.
Roku 1998 bylo náměstí pro svou jedinečnost zapsáno na Seznamu světového dědictví UNESCO. Každé 2 roky se zde dělá nový květinový koberec. Tento koberec květů se nazývá „Tapis de Fleurs“.

## Fotogalerie

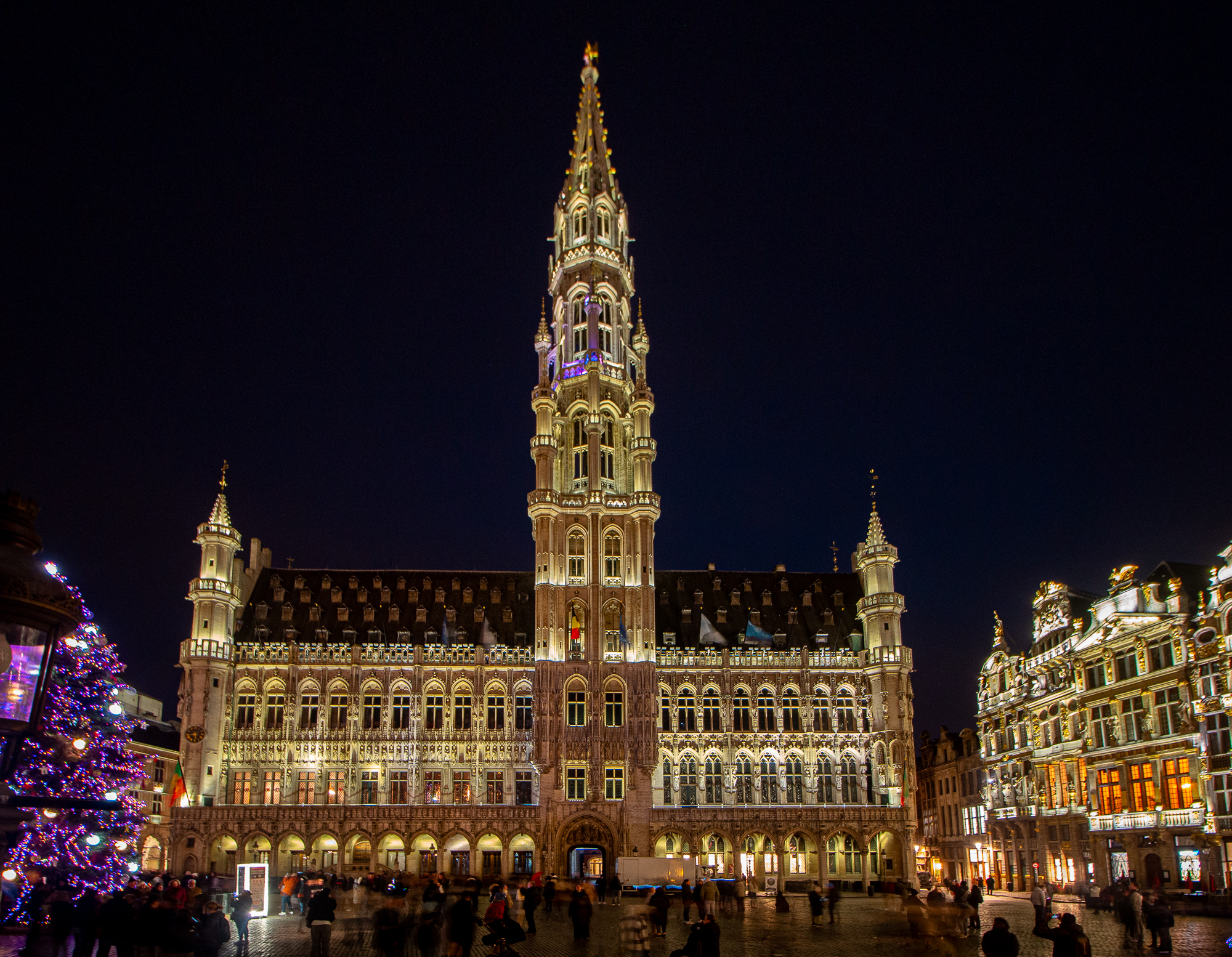
Radnice (Hôtel de Ville/Stadhuis) v době Adventu
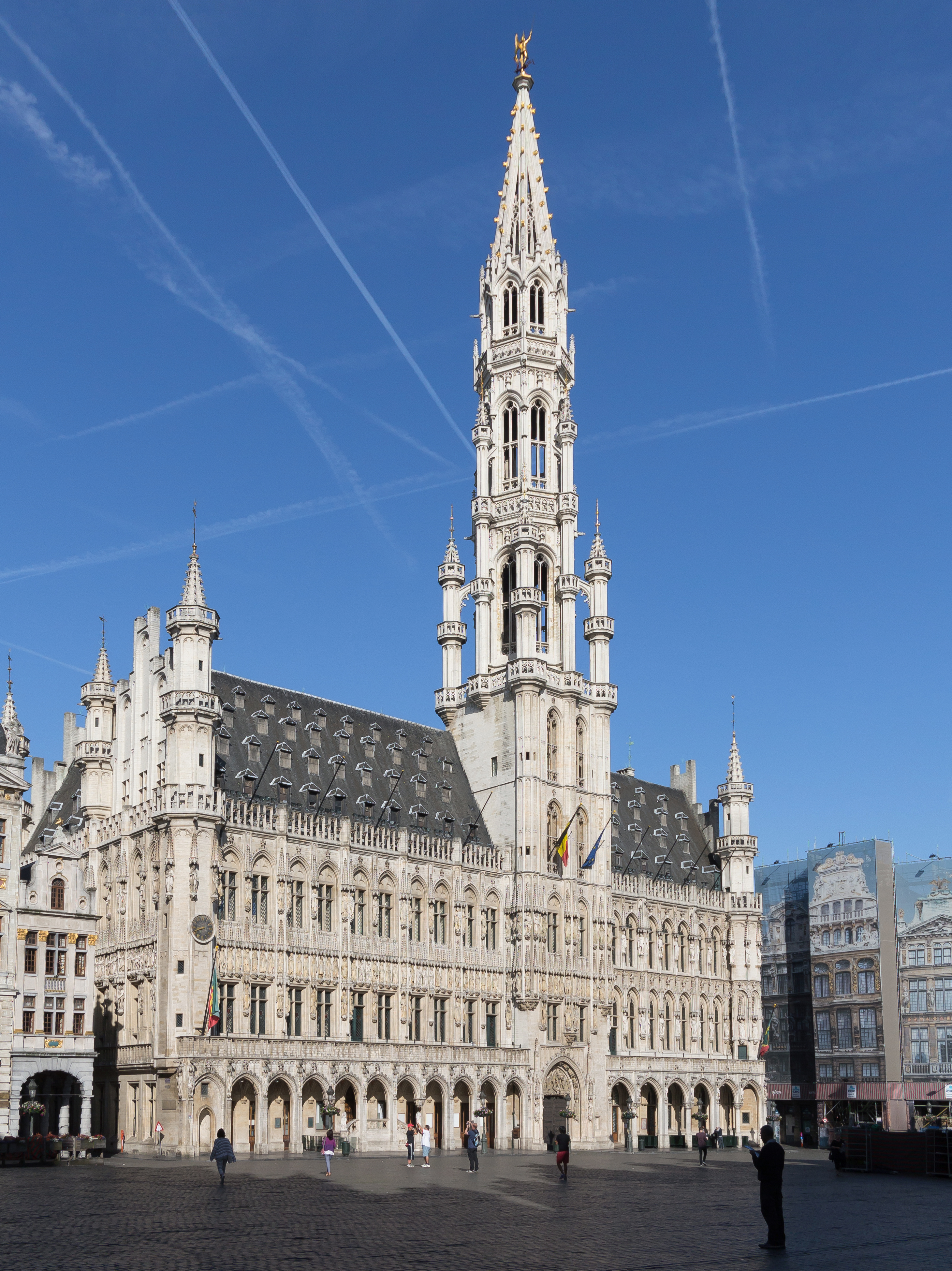
Hôtel de Ville/Stadhuis
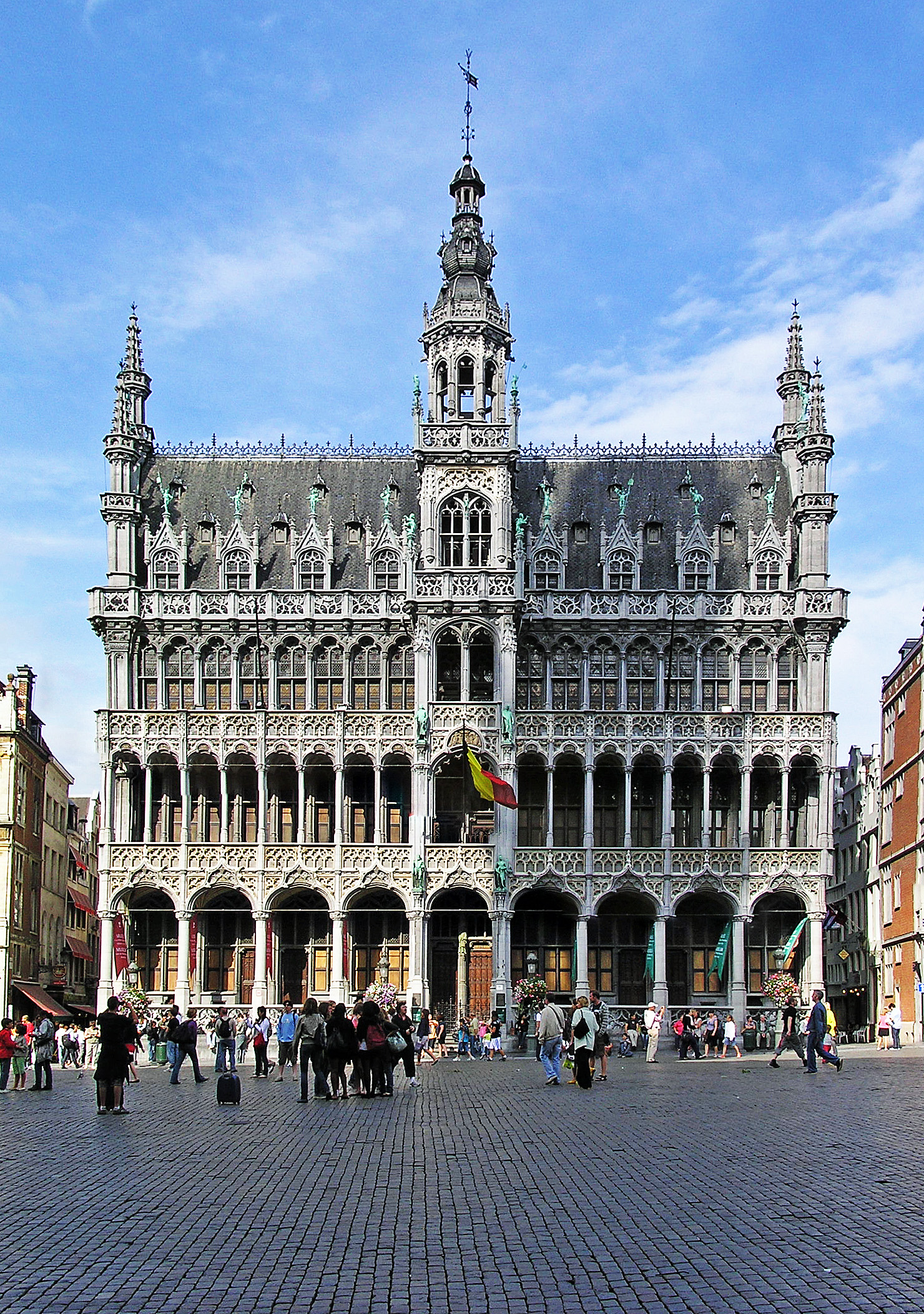
Maison du Roi/Broodhuis
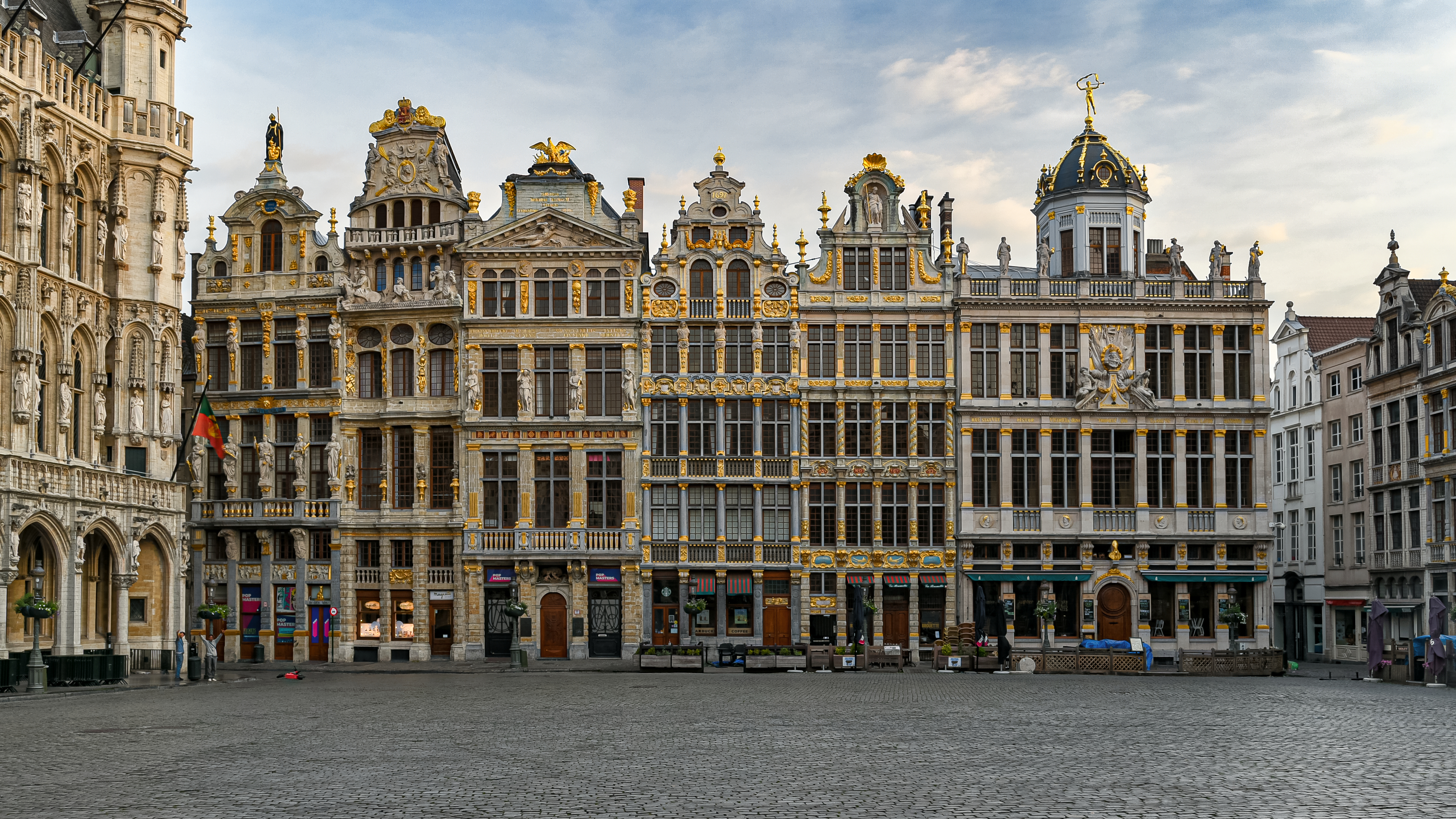
zdejší cechovní domy
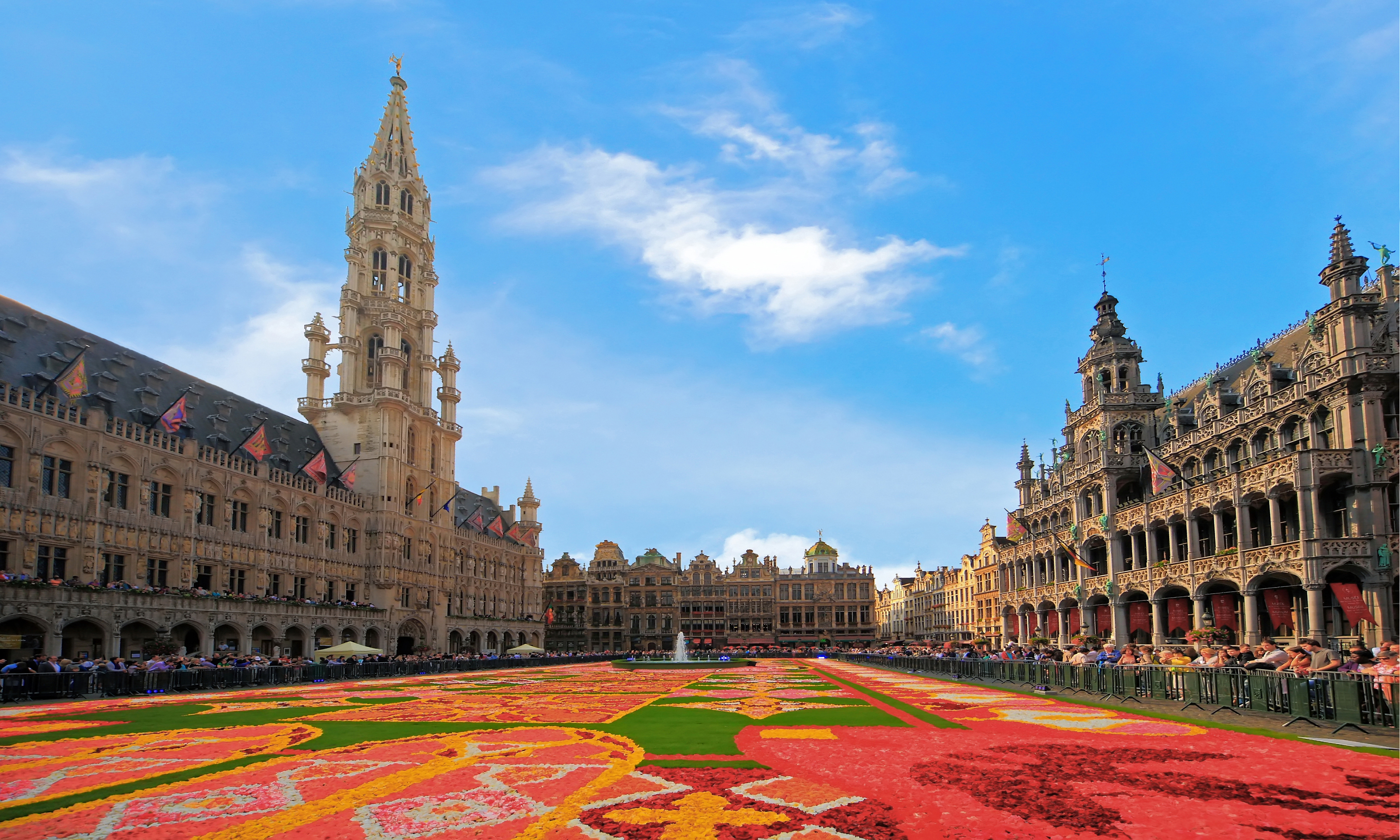
květinový koberec